# (204995) 1996 TZ2
(204995) 1996 TZ2 là một tiểu hành tinh vành đai chính. Nó được phát hiện qua chương trình tiểu hành tinh Beijing Schmidt CCD ở trạm Xinglong ở tỉnh Hồ Bắc, Trung Quốc ngày 3 tháng 10 năm 1996.